# Diawandou Diagne
Diawandou Diagne Niang (Thiès, Senegal 8 de novembre de 1994, més conegut com a Diawandou Diagne és un futbolista senegalès. Actualment juga com a defensa en el Futbol Club Barcelona B de la segona divisió.